# Nissanka Latha Mandapaya
Nissanka Latha Mandapaya (singalès : නිශ්ශංක ලතා මණ්ඩපය) és una estructura única a l'antiga ciutat de Polonnaruwa a Sri Lanka. Una màndapa és una estructura de pilars oberta per tots els costats i que protegeix la persona o persones que hi ha dins del sol amb un sostre. Per definició, a partir del segle xx, les mándapas, com a estructures temporals, es construeixen a l'interior d'una casa o un edifici i serveixen de plataforma de recitació durant les cerimònies de record dels difunts.
Construït pel rei Nissanka Malla (1187-1196) i que porta el seu nom, es troba prop de l'entrada occidental de la Dalada Maluva, la zona que conté els monuments més antics i sagrats de la ciutat. Una inscripció de pedra propera l'identifica com l'edifici utilitzat per Nissanka Malla per escoltar el pirith (cant de les escriptures budistes).
L'estructura és una plataforma elevada de pedra amb diverses columnes de pedra, envoltada per un mur baix de pedra. Aquestes columnes de pedra són l'element únic del Nissanka Latha Mandapaya, ja que estan tallades d'una manera que no es troba enlloc més del país. Les vuit columnes de granit estan disposades en dues fileres, amb quatre columnes a cada filera. Presumiblement utilitzat per suportar un sostre, cadascun d'ells fa aproximadament 2,54 m d'alçada. En cadascuna d'aquestes columnes, la corona està tallada en forma de brot de lotus en flor. La resta de la columna està elaboradament tallada per assemblar-se a la tija de la flor. A diferència de les columnes de pedra que es veuen habitualment en l'arquitectura d'aquesta època, aquestes no són rectes, sinó que són corbes en tres llocs. Segons l'arqueòleg Senarath Paranavithana, les columnes de pedra del Nissanka Latha Mandapaya són els millors exemples d'aquesta característica de l'antiga arquitectura de Sri Lanka.
Al centre de la plataforma, flanquejada per les columnes de pedra, hi ha una petita stupa. Aquesta també està feta de pedra, però la part superior ha estat destruïda. La seva base està decorada amb un disseny gravat. La plataforma està envoltada per una barana de pedra. S'accedeix a l'estructura a través d'una única porta de pedra. En contrast amb les elaborades columnes de pedra tallada, aquestes portes tenen un acabat senzill i sense decoració.